# Гадсденівський прапор

Гадсденівський прапор — історичний прапор США і міжнародний символ лібертаріанства, що має вигляд жовтого полотна з нанесеним зображенням гримучої змії, згорнутої в клубок і готової завдати удару. Під зображенням змії є напис «Не наступай на мене» (англ. Dont tread on me). Прапор був створений  Крістофером Гадсденом і пізніше був названий на його честь.

## Символізм змії
Смугастий гримучник і ромбічний гримучник були поширені в місцях розташування тринадцяти колоній. Їх використання як символу американських колоній може бути простежено до публікацій Бенджаміна Франкліна. У 1751 році він згадав гримучих змій в сатиричному коментарі, опублікованому в Пенсільванській газеті. Коментар стосувався політики відправки Британією ув'язнених в Америку, на що Франклін запропонував подякувати британцям, відправивши гримучих змій в Англію.

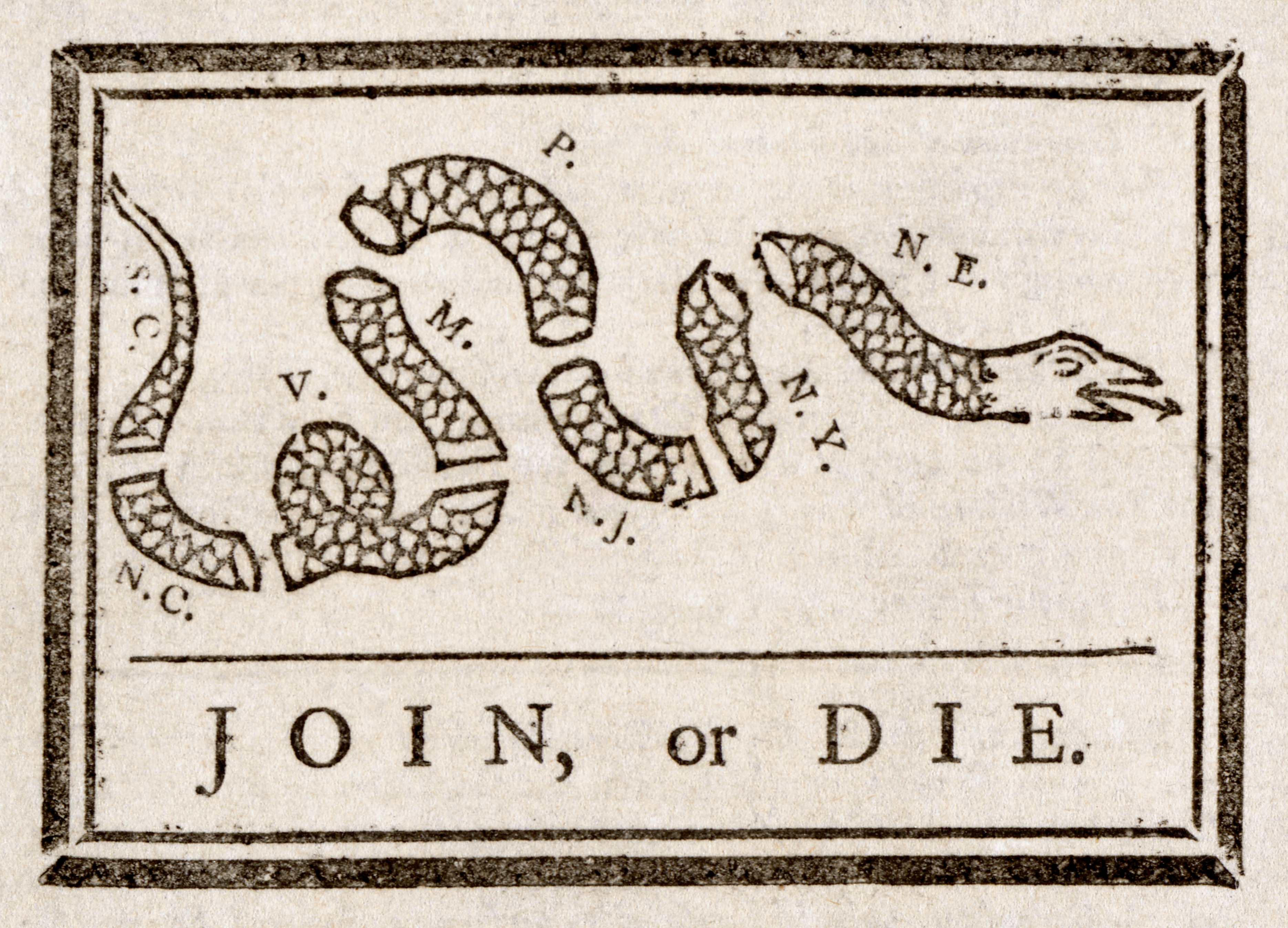
Ксилографія Бенджаміна Франкліна «Об'єднаймося або помремо»

У 1754 році, під час Франко-індіанської війни, Франклін опублікував свою знамениту  ксилографію «Об'єднаймося або помремо», яка зображує змію, розділену на вісім секцій. Ця змія уособлює собою колонії з Новою Англією у вигляді голови і Південною Кароліною у вигляді хвоста, відображаючи їх порядок уздовж узбережжя. Це була перша політична карикатура, опублікована в американській газеті.
У процесі наближення Американської революції, змія стала виглядати більш привабливою як символ колоній. У 1744 році Пол Ревір додав змію, яка бореться з британським драконом, в заголовок своєї статті в Massachusetts Spy. У грудні 1775 рік а Бенджамін Франклін під псевдонімом American Guesser опублікував статтю у Пенсильванській газеті, в якій назвав гримучу змію хорошим символом американського духу.

## Гадсденівський прапор

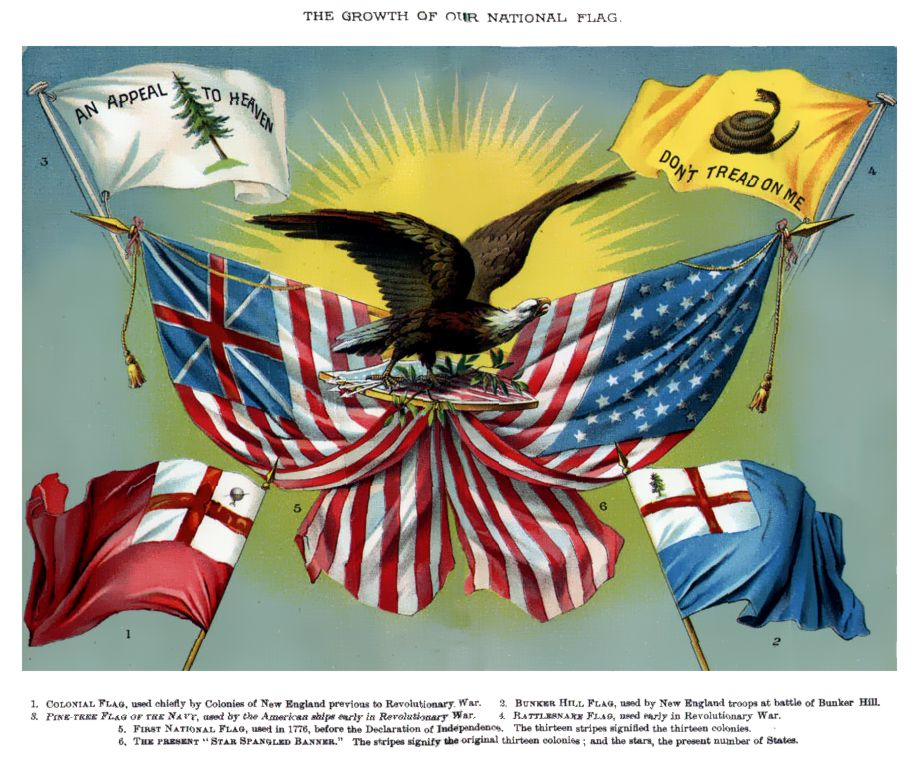
Гадсденівський прапор в підручнику, виданому в 1885 році

13 жовтня 1775 року були створені ВМС США для перехоплення англійських суден, що постачали англійські війська в Америці. Для супроводу Військово-морського флоту на їх першій місії Другий Континентальний конгрес уповноважив зібрати п'ять рот морських піхотинців. Перші морські піхотинці надійшли на службу в Філадельфії, вони несли в руках жовті барабани з зображенням згорнутої в клубок гримучої змії з погремка, що складається з тринадцяти частин, і написом «Не наступи на мене» (англ. Do not tread on me), розміщеної нижче. Це перша згадка про символіку майбутнього Гадсденівського прапору.
На конгресі представник Континентальної армії полковник Крістофер Гадсден представляв свій рідний штат Південна Кароліна. Він був одним з семи членів Морського комітету, споряджали першу морську місію.:289
Перед початком першої місії в грудні 1775 році верховний головнокомандувач ВМФ комодор Есек Хопкінс отримав жовтий прапор з гримучою змією від Гадсдена для його використання в якості штандарту флагману. Прапор був повішений на грот-щоглі:289.
Гадсден також представив копію прапора Конгресу Південної Кароліни в  Чарлстоні в 1776 році. Запис про це зберігся в журналі конгресу Південної Кароліни.

## Сучасне значення

Історичний прапор ВМС США, використовується як гюйс

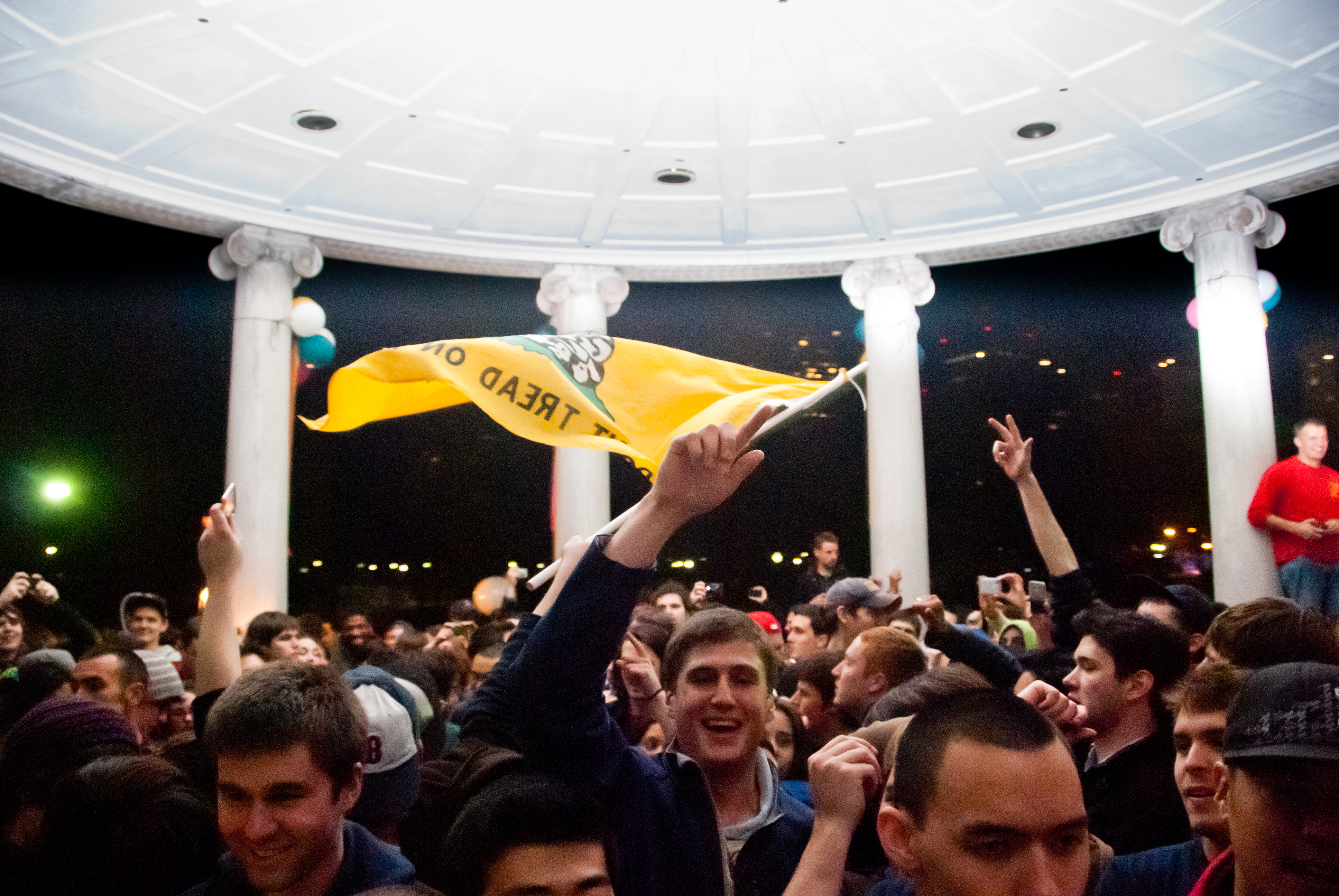
Святкування 2 травня 2011 року Смерті Осами бен Ладена з Гадсденівським прапором

Гадсденівський прапор використовується правими лібертаріанцями й анархо-капіталістами

Гадсденівський прапор, який вважається одним з перших прапорів США, пізніше був замінений на сучасний зоряно-смугастий. Після революції прапор використовувався як символ американського патріотизму, як символ розбіжностей з владою або як символ підтримки громадянських свобод.
First Navy Jack (перший військово-морський прапор), безпосередньо пов'язаний з Гадсденівським прапором, використовувався ВМС США з самого початку. Крім того, в перший День патріота, день пам'яті загиблих у терактах 11 вересня, минулого 11 вересня 2001 року, First Navy Jack був піднятий на всіх дійсних військових кораблях і буде залишатися на них до закінчення війни проти тероризму.
З історичних причин, прапор досі популярний в Чарлстоні, в місті, в якому Гадсден вперше представив його і де він широко використовувався під час революції.
Використовується як міжнародний символ лібертаріанства.

### Символ руху чаювання

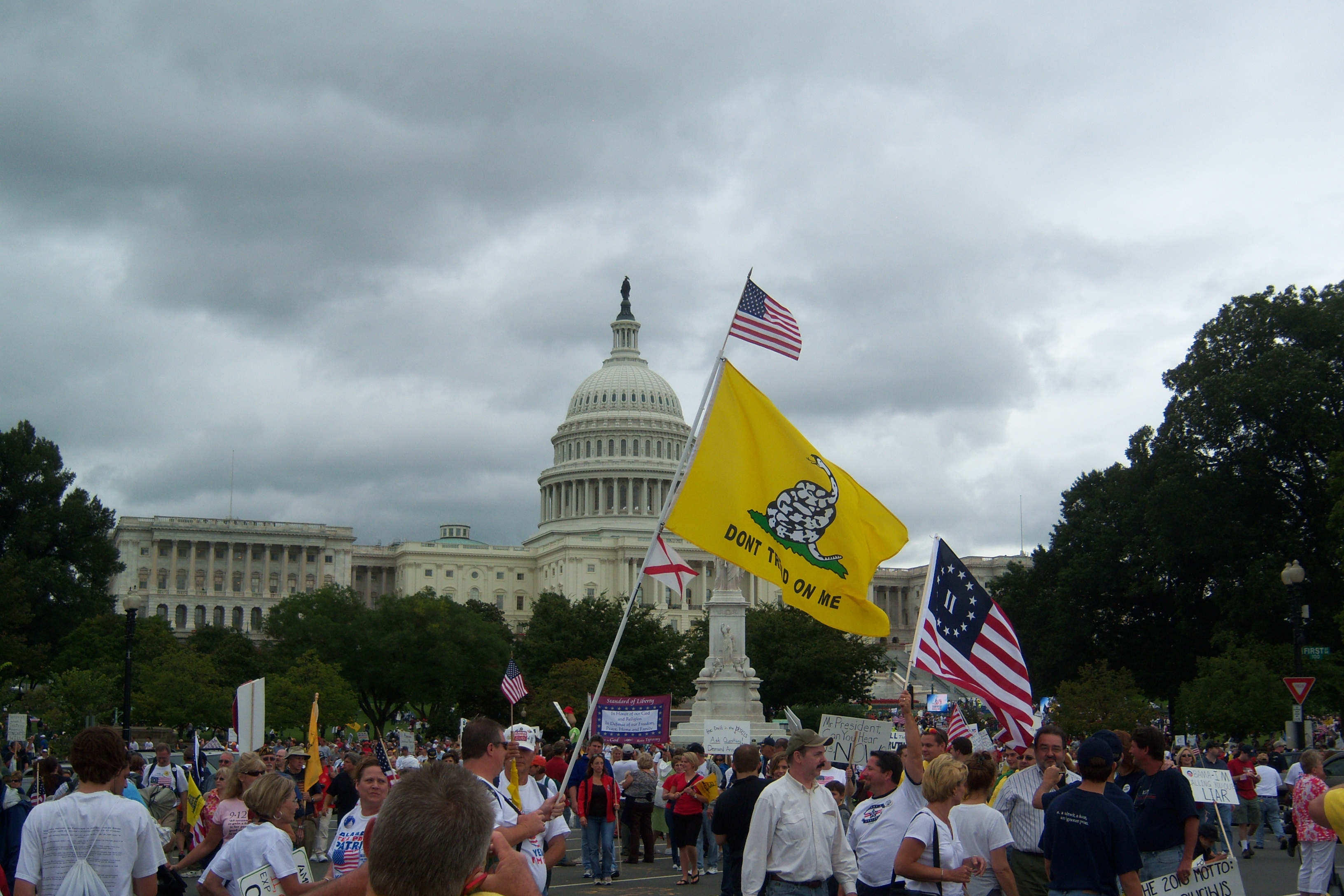
Прихильники Руху Чаювання з Гадсденівським прапором на Марші на Вашингтон 12 вересня року.

У 2007 році на мітингах на підтримку Рона Пола починає використовуватися Гадсденівський прапор, що став символом Руху Чаювання. Він служить доповненням до зоряно-смугастого прапора, підкреслюючи платформу руху чаювання. Деякі законодавці називають його політичним символом через зв'язок з рухом, що носять політичний характер.